# Base de Treinos de Desportos de Fangshan
Fangshan é uma área desportiva em Nanquim, China, com uma área a rondar os 194.700 metros quadrados, dos quais 33.418 são de piso. Inclui um pavilhão de Tiro e um campo de Tiro com arco. Essas são as modalidades em destaque em Fangshan, que acolheu as competições dos 10º Jogos Nacionais da República Popular da China. Além disso, os desportos são praticados regularmente em treinos e provas regionais. Internacionalmente, o local ficou célebre ao acolher os eventos de Tiro e Tiro com arco nos Jogos Olímpicos de Verão da Juventude de 2014.